# 沙哈鲁遣使中国记
《沙哈鲁遣使中国记》是帖木儿帝国派至大明的使团画师火者·盖耶速丁（霍贾·吉亚斯·丁·纳卡什）奉贝孙忽王子之命，以波斯语写成的出使日记。
1419年帖木儿帝国國王沙哈鲁派遣庞大使团访问中国。使团在11月24日离开哈烈，1420年12月14日抵达明廷京城北京，1421年5月18日离京，1422年8月29日返回哈烈:104。火者·盖耶速丁记录下出使经过，和沿途所见的地域特色，风土人情，政府制度，包括明成祖朱棣赐宴经过，宫殿大火，明成祖朱棣狩猎经过等情况。
此部日记原文佚失，部分内容保存在两部著作中，包括哈菲兹·阿卜鲁的《贝孙忽历史的精华》和撒马尔罕迪的著作中。当代有中文译本出版。學界學者认为内容可靠、涉及广泛，对研究明代城市建设、警报制度、宫廷典仪，乃至音乐、舞蹈、杂技、饮食、外宾的待遇等方面，都有一定的参考價值:94。

## 使团成员
使团510人，包括国王沙哈鲁长子兀鲁伯王子、次子阿布勒法特·依不喇王子、三子贝孙忽王子，四子苏玉尔格哈特弥士王子和五子穆罕默德·居其王子的代表，使团团长是沙的·火者。

## 行程
1419年都尔喀尔德月9日（11月24日）使团离开哈烈，都尔黑哲月9日（11月27日）抵达巴尔赫，因雨停留到一个多月。1420年穆哈兰姆月1日（11月17日）启程，22日抵达撒马儿罕，会合使团其他成员，色法尔月10日（2月25日）离撒马儿罕，赖比尔·敖外鲁月初达失干，12日抵达赛兰，赖比尔·阿色尼月21日进入蒙古部落领地。主马达·敖外鲁月21日出发，渡昆古耳河，主马达·阿色尼月尾，抵达气候炎热的吐鲁番。赖哲卜月2日离吐鲁番，5日抵达火州，受到中国官员接待，21日抵达哈密，城中有清真寺、佛寺。25日从哈密出发，经过大沙漠。舍尔邦月12日抵达玉门，再次受到中国官员接待，按中国官员要求，使团列出使团510人清单。17日穿越沙漠，几天后经嘉峪关到达肃州。